# Maison de la dernière cartouche (musée)
La Maison de la dernière cartouche  est un musée consacré aux combats de la bataille de Sedan, dans la ville de Bazeilles. Ce musée est lui-même installé dans un bâtiment historique qui abrita les combattants de la Division Bleue.

## Histoire du musée

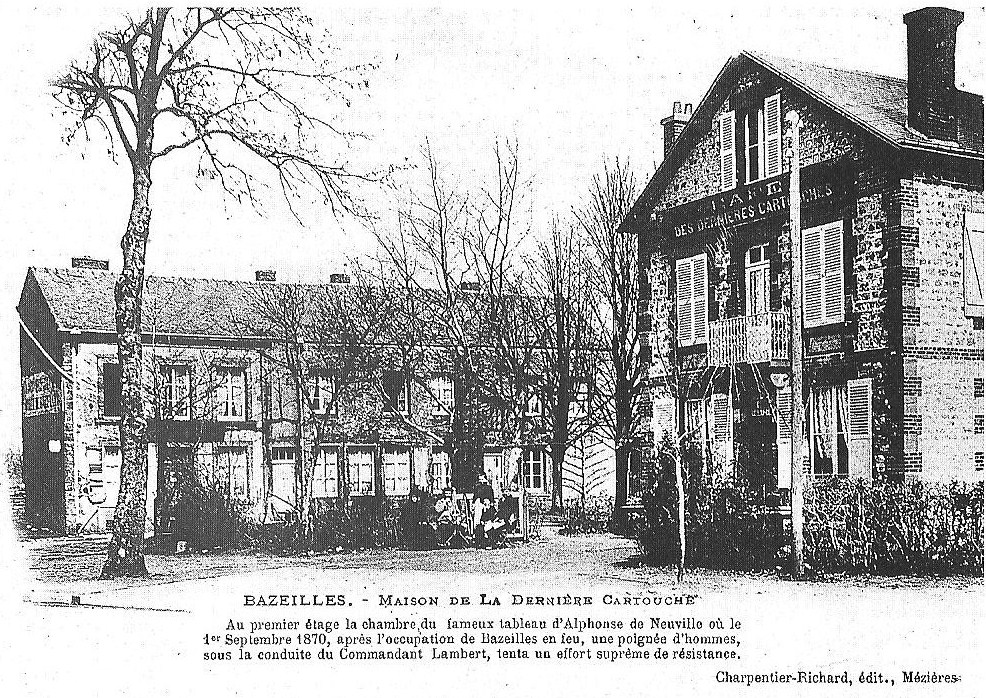
Le musée au début du XXe siècle.

Dans cette maison, une auberge à l'époque, l'auberge Bourgerie, s'est déroulé un des hauts faits de la guerre franco-allemande de 1870.
Les troupes de  marine françaises  y ont résisté avec obstination, des heures durant, et jusqu'aux dernières cartouches tirées au compte-goutte. La dernière cartouche fut tirée par le capitaine, Arsène Lambert, qui commandait les quelques hommes retranchés dans ce fortin improvisé. Les survivants furent épargnés grâce à un officier bavarois impressionné par leur courage. Mais les troupes bavaroises se livrèrent à des massacres dans le village, exaspérés par la résistance des marsouins et par la participation de civils français aux combats,.

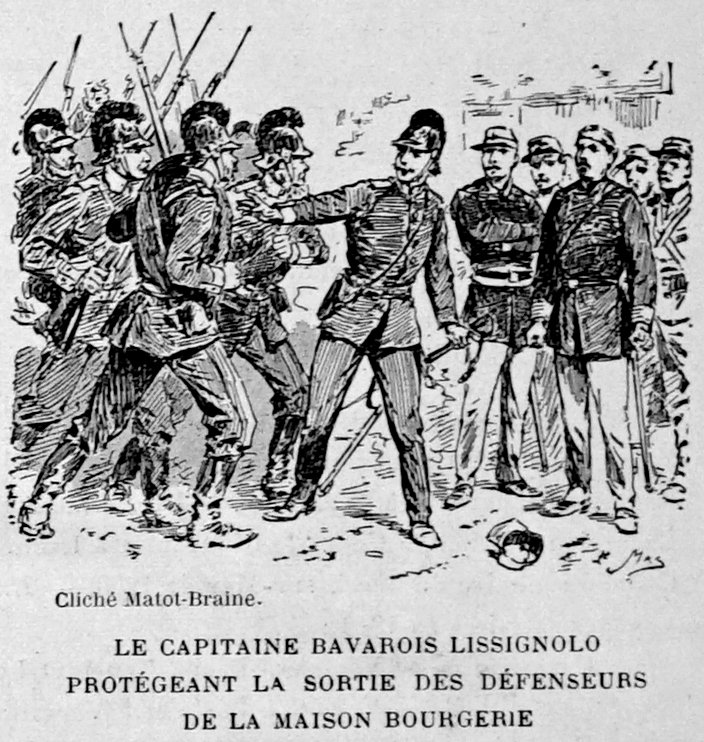
Le capitaine bavarois Lossignolo et la reddition des français.

Peu de temps après la guerre, le propriétaire de l'auberge a créé un premier espace souvenir dans ce lieu de mémoire. Le bâtiment a été racheté en 1899 par le journal Le Gaulois grâce à une souscription publique et a rouvert le 5 mai de cette même année. Le Souvenir français le prend en charge en 1909. Mais le musée ne s'est développé réellement qu’à partir de 1950, sous l’impulsion du Comité national des Traditions des Troupes de marine, propriétaire des collections. Il a été rénové le 11 septembre 2005.

## Description

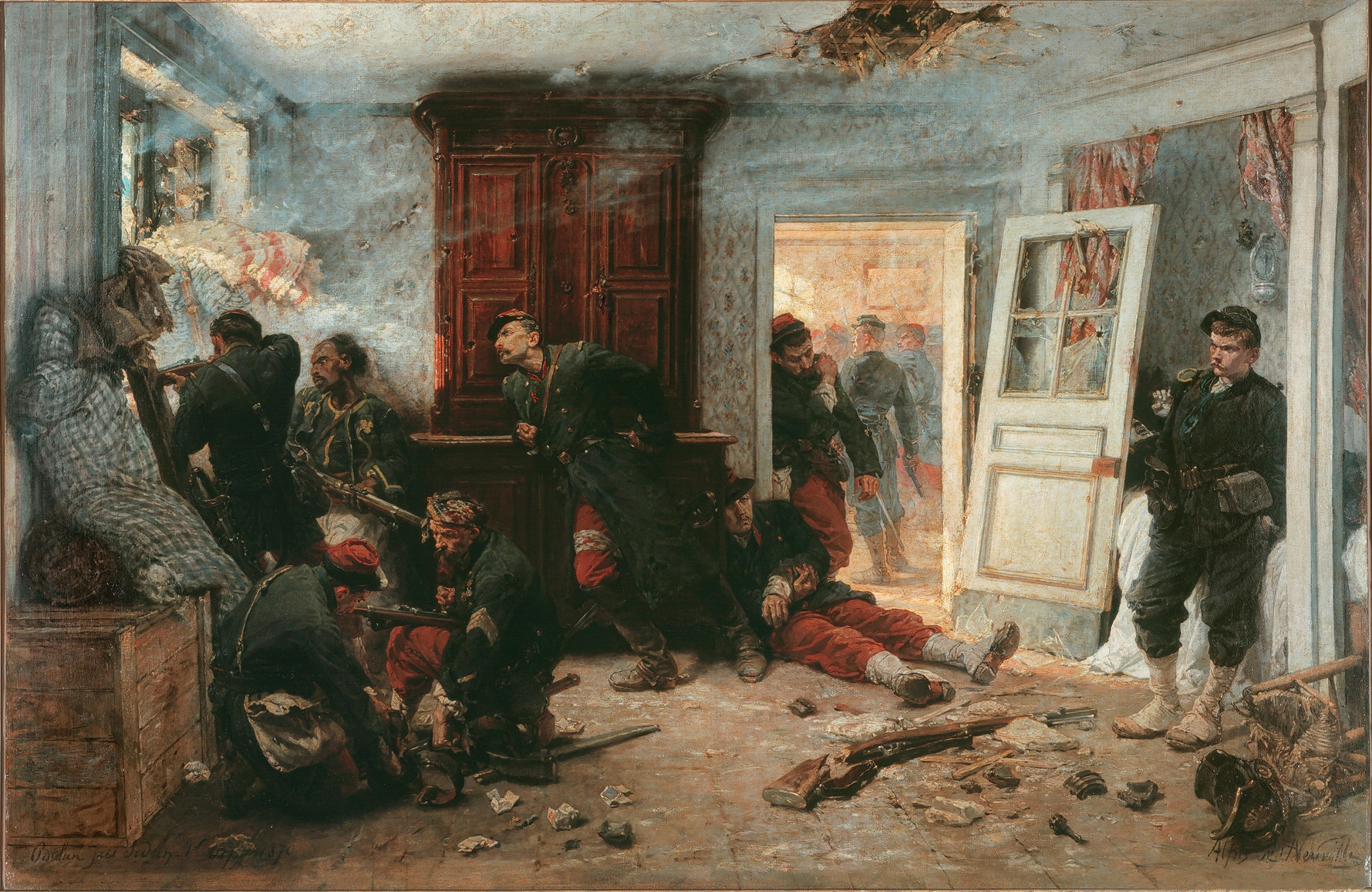
Le tableau d'Alphonse de Neuville.

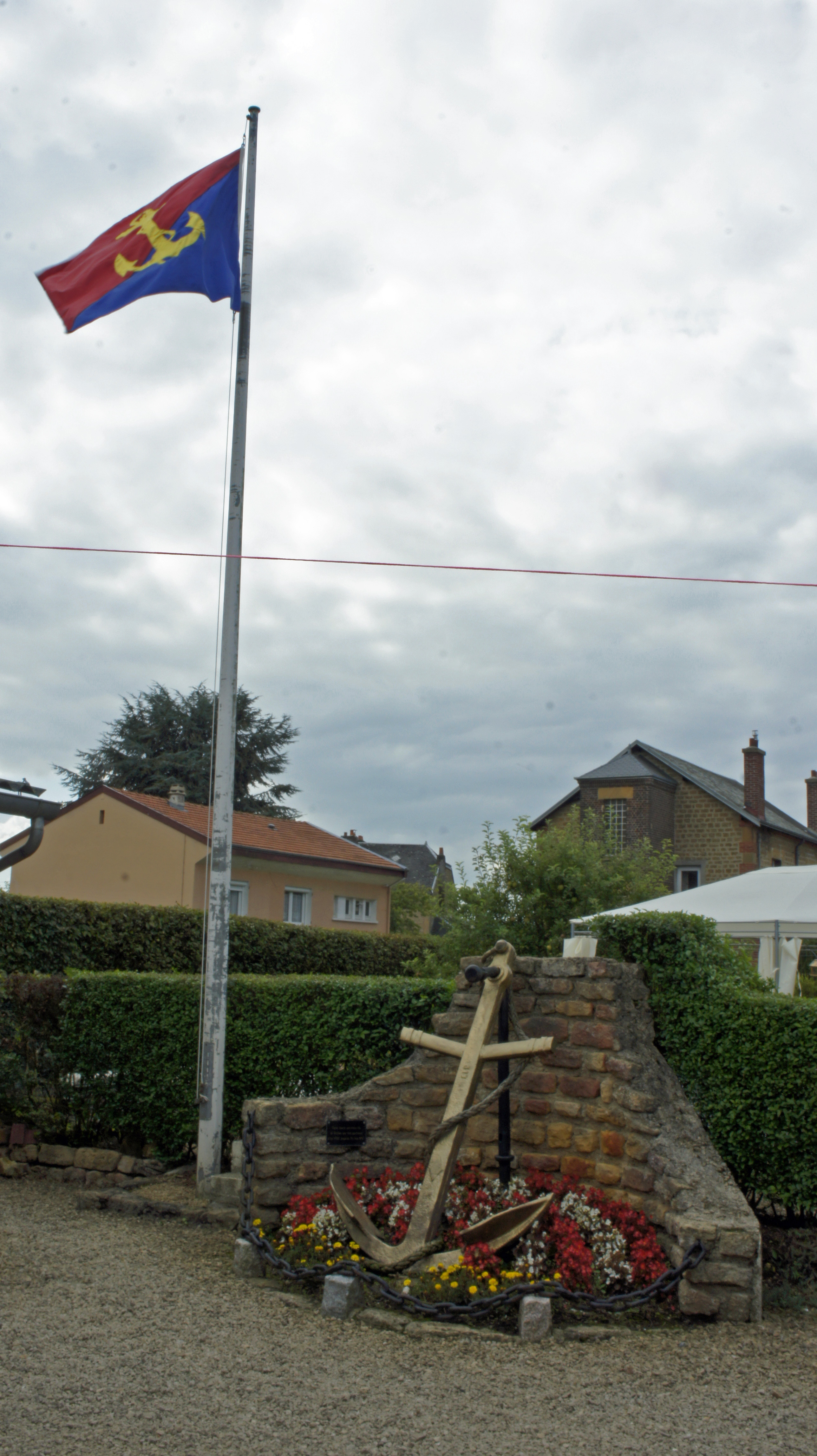
Dernière ancre.

Au rez-de-chaussée est exposée une collection permanente de souvenirs et de documents liés à cet épisode de la guerre de 1870.
À l'étage, des salles gardées en l'état montrent les combats et les restes d'objets du village, clef de l'église brûlée, drapeaux d'ambulances mobiles. Ainsi qu'une collection de casques, sabres, décorations et photographies de l'époque. On retrouve le décor du tableau d'Alphonse de Neuville.

L’achat, en 1960, du tableau Les Dernières Cartouches peint en 1873 par Alphonse de Neuville a enrichi les collections du musée. Cette peinture avait eu un grand retentissement au moment de sa création.

« Devant cette icône de l'héroïsme patriotique, la France vaincue recouvrait sa fierté blessée »

— Sylvie Patry, conservateur au musée d'Orsay.

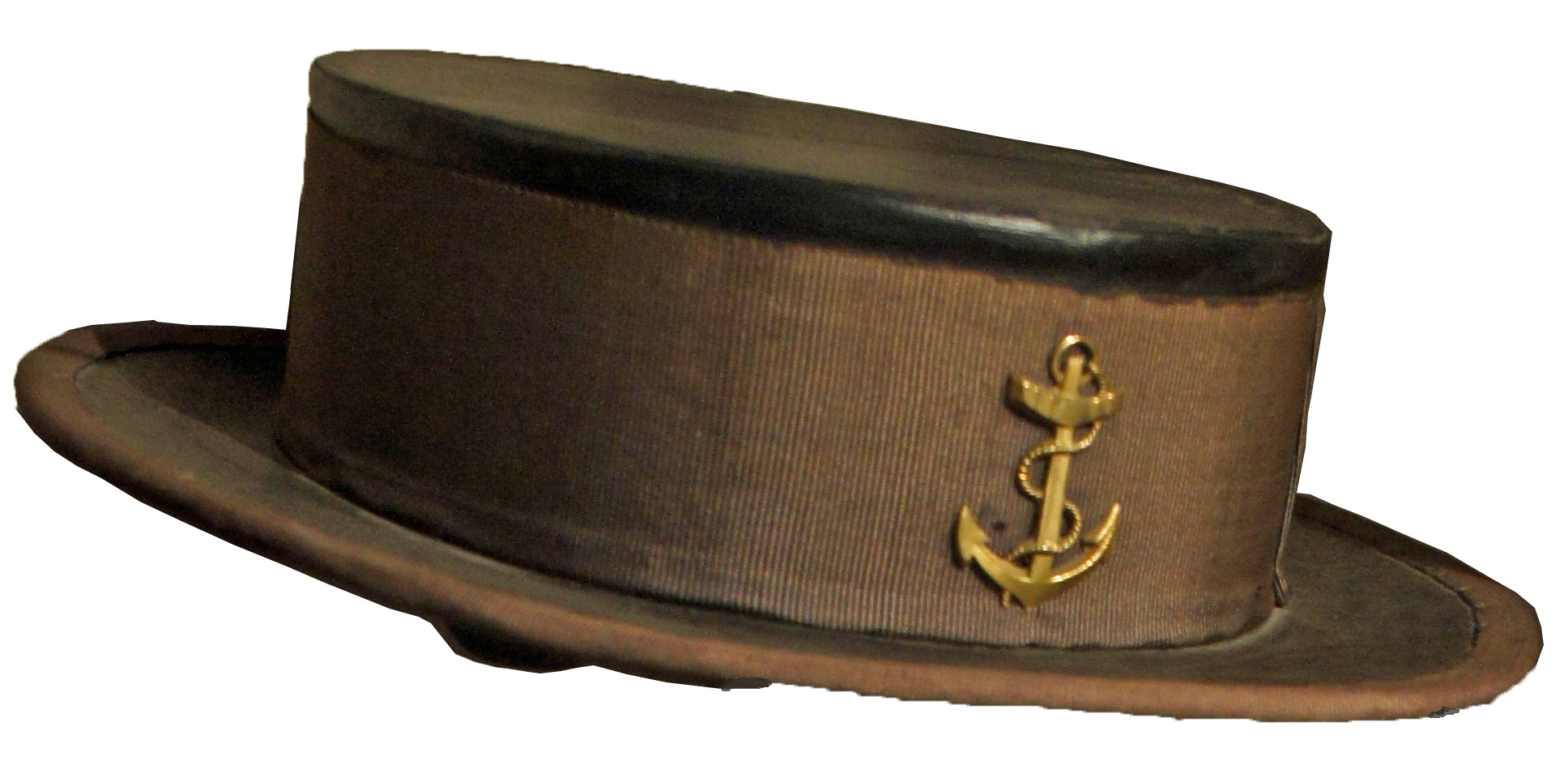
Cantinière Mme Blin.
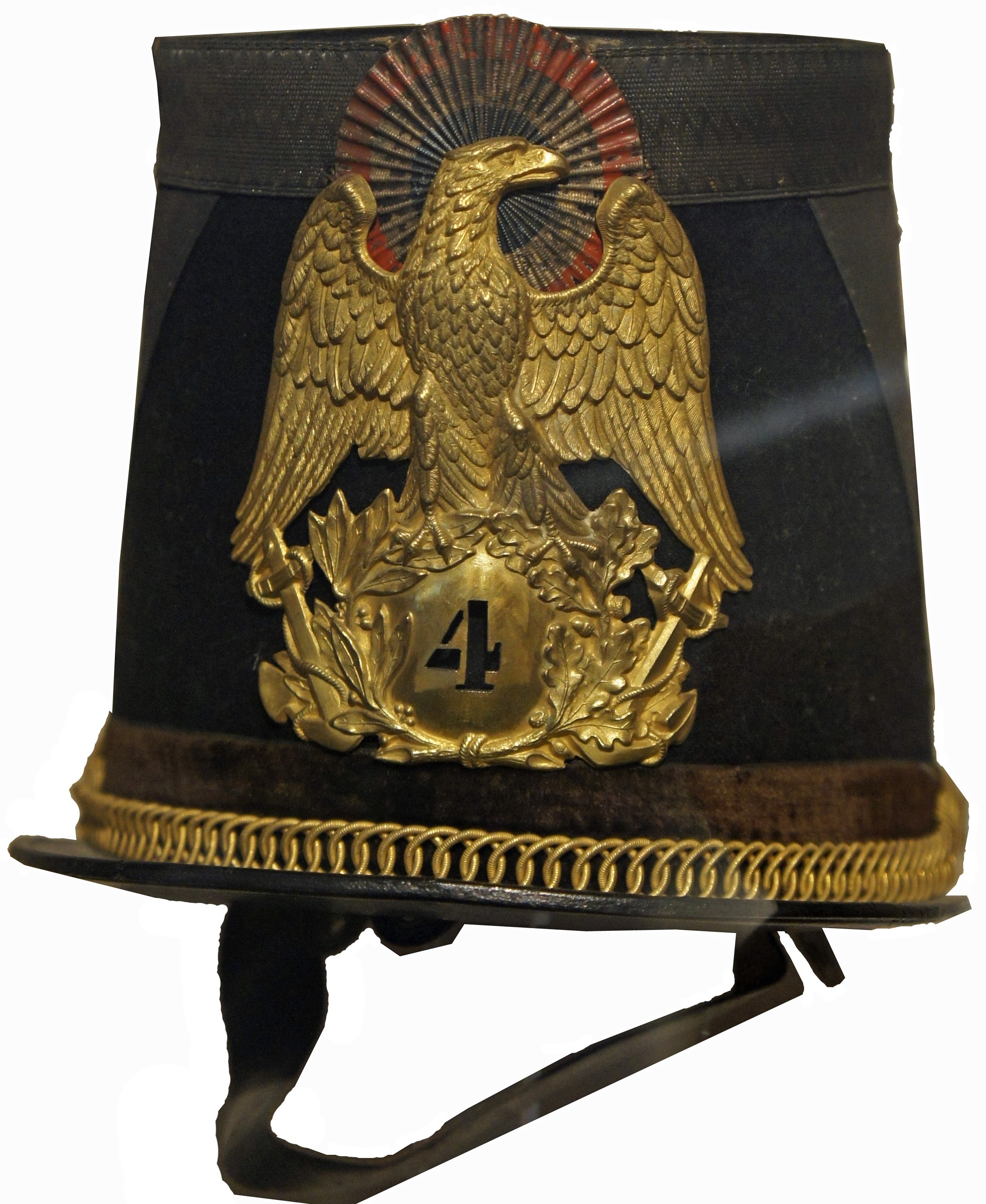
Chako de sous-officier.

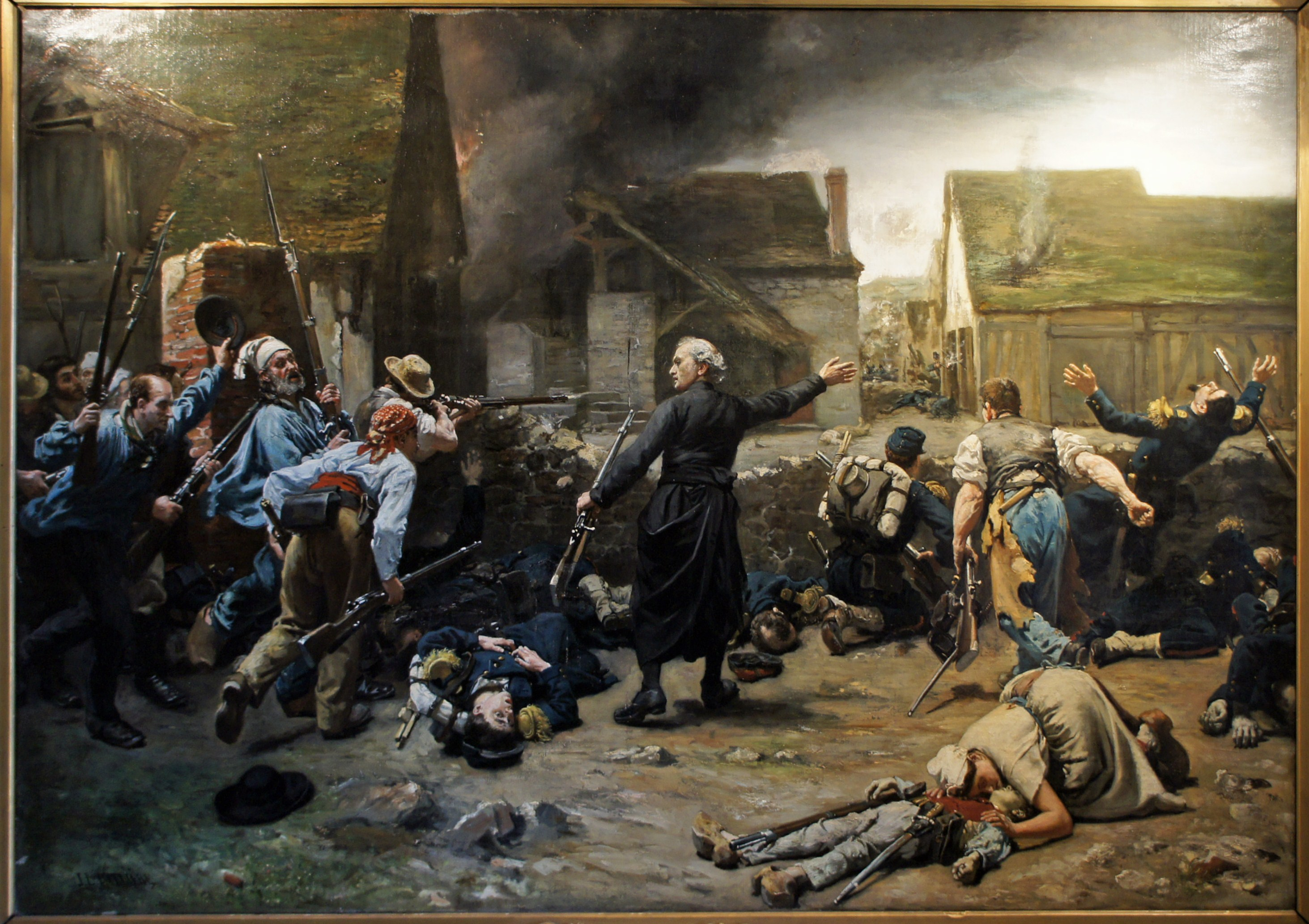
Combats de Bazeilles par Palliere (avant 1887), don de l'État.
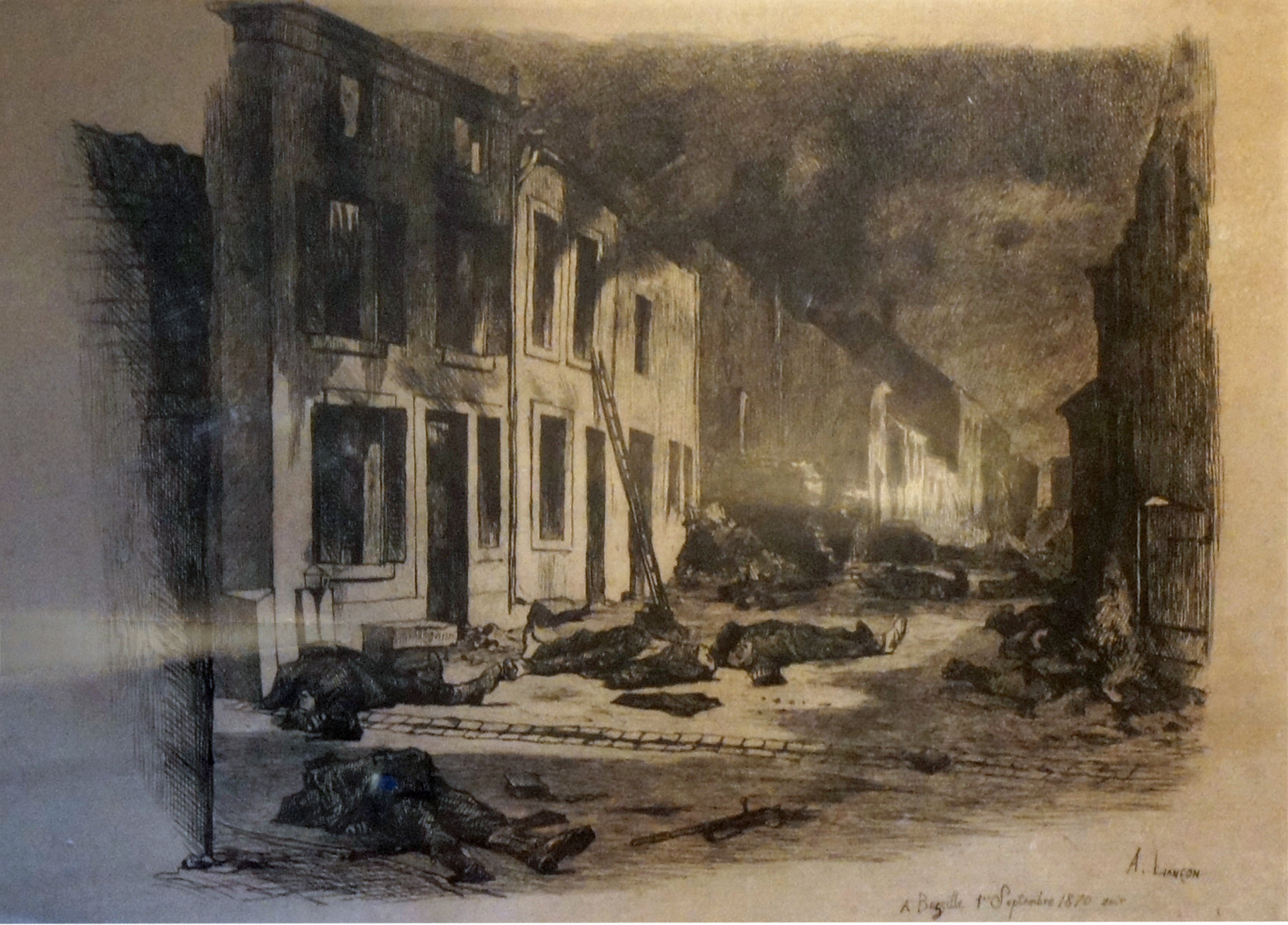
Rue de Bazeilles le 1er septembre 1870

## Monument aux troupes de marine
Derrière le bâtiment se trouvent un monument aux troupes de marine et un local pour les anciens avec le drapeau de la Dernière ancre.

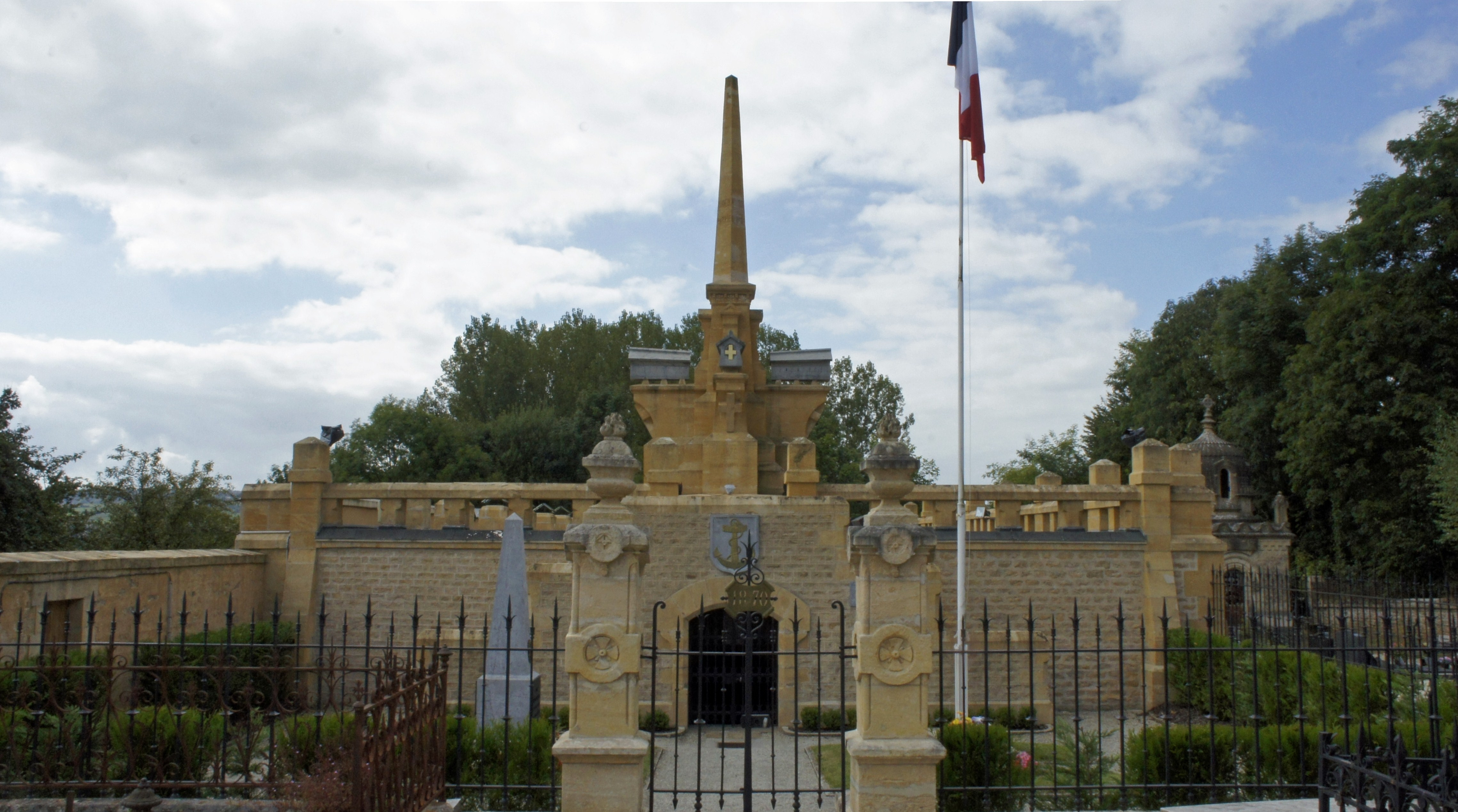
Monument du cimetière.

## Ossuaire
Un ossuaire rassemblant les corps de plusieurs milliers de soldats, français et allemands, tués dans les combats à Bazeilles, a également été construit entre 1876 et 1878, à proximité du musée. Il se présente sous la forme d’une crypte semi-souterraine, constituée de quatorze alvéoles, séparés en deux par une allée centrale. Les corps des soldats français y reposent à droite, ceux des soldats bavarois à gauche. Cette crypte est surmontée d'une terrasse sur laquelle est érigé un monument.

## Fréquentation
| Année | Entrées gratuites | Entrées payantes | Total |
| ----- | ----------------- | ---------------- | ----- |
| 2003  | 353               | 760              | 1 113 |
| 2006  | 1 704             | 1 930            | 3 634 |
| 2007  | 1 277             | 1 670            | 2 947 |
| 2008  | 1 388             | 1 504            | 2 892 |
| 2009  | 1 219             | 1 501            | 2 720 |
| 2010  | 746               | 1 598            | 2 344 |
| 2011  | 1 143             | 1 445            | 2 588 |
| 2012  | 1 404             | 1 308            | 2 712 |
| 2013  | 865               | 1 173            | 2 038 |
| 2014  | 960               | 1 043            | 2 003 |
| 2015  | 724               | 924              | 1 648 |
| 2016  | 984               | 1 044            | 2 028 |
| 2017  | 1 344             | 1 029            | 2 373 |

Le musée a été fermé entre 2004 et 2005.

## Sources
- J. Bourgerie, Bazeilles. Combats, incendies, massacres, Tours, Imprimerie Paul Bousrez, 1900, p. 18.
- Paul Déroulède, 1870, feuilles de route : des bois de Verrières à la forteresse de Breslau, Paris, Société d'Édition et de Publications Librairie Félix Juven, 1907, p. 171.
- Wastin, « A Bazeilles, pèlerinage solitaire en 1949 », Tropiques revue des troupes coloniales, no 313,‎ août 1949 (lire en ligne).
- Ministère de la Défense, « Bazeilles, le musée de la maison de la dernière cartouche est l'un des sites de mémoire les plus marquants de la guerre de 1870 », sur le site de Chemins de mémoire, mai 2005 (consulté le 22 septembre 2012).
- Académie de Reims - école de Blanpain, « La bataille de Bazeilles », sur le site de l'Académie de Reims, mars 2004 (consulté le 22 septembre 2012).
- Musée d'Orsay, « Alphonse de Neuville : Les dernières cartouches », sur le site du Musée d'Orsay, mai 2005 (consulté le 22 septembre 2012).